# Cheilosia canicularis
Cheilosia canicularis là một loài ruồi trong họ Ruồi giả ong (Syrphidae). Loài này được Panzer mô tả khoa học đầu tiên năm 1801. Cheilosia canicularis phân bố ở vùng Cổ Bắc giới (Đan Mạch)